# Malmok
Malmok is een plaats in het noordwesten van Aruba. Malmok ligt pal tegen de 
Caraïbische Zee aan en kent voornamelijk riante villa's en vakantieparken. Zo heeft Malmok de enige 18-holes golfbaan van Aruba, Tierra del Sol. 
Vlak voor de kust van Malmok ligt het bij duikers en snorkelaars geliefde wrak Antilla. Naast het wrak liggen hier ook twee populaire stranden waar aan goed gesnorkeld en gedoken kan worden, Arashi Beach en Malmok Beach. Malmok ligt aan hoofdweg nummer 1 en 2. Via Malmok is de toeristische attractie de California Lighthouse te bereiken.